# Westendsynagoge
De Westendsynagoge (Duits: Westend-Synagoge) is een aan de Freiherr vom Stein-Straße gelegen synagoge in Frankfurt am Main. Het was de enige van de destijds vier grote synagoges van Frankfurt die de Kristallnacht en de bombardementen op de stad tijdens de Tweede Wereldoorlog overleefde. Tot de ondergang van de joodse gemeenschap diende de synagoge als godshuis voor de liberale gemeente. In 1950 werd de synagoge na provisorisch herstel weer in gebruik genomen en in de periode 1989 tot 1994 volgde een natuurgetrouwe reconstructie van het gebouw.

## Geschiedenis
Na de opheffing van de gettoplicht in 1806 verlieten rijkere joden de toenmalige Judengasse met zijn krappe en onhygiënische woonomstandigheden. In het begin vestigden deze joden zich vooral in het oostelijke deel van de stad, maar vanaf 1860 verhuisden vooral de liberale joden naar het nieuwe stadsdeel Westend. In 1908 begon de bouw aan de huidige synagoge. Het jugendstilontwerp met Assyrische en Egyptische verwijzingen stamt van de architect Franz Roeckle, die al vroeg met het nationaalsocialisme sympathiseerde en in 1932 lid van de NSDAP werd. De synagoge werd op 28 september 1910 in gebruik genomen en was de vierde grote synagoge van Frankfurt en de eerste buiten de historische binnenstad.
Anders dan bij de orthodoxe synagogen, waarbij vrouwen slechts op de galerijen mochten plaatsnemen, was het interieur voor mannen en vrouwen in dezelfde mate toegankelijk. Wel waren de bankrijen verdeeld in een mannen- (rechts) en een vrouwendeel (links). In totaal bood de synagoge plaats aan 1.600 bezoekers. Daarmee was de synagoge, op de streng-orthodoxe synagoge na, de grootste van Frankfurt.
Tijdens de novemberpogroms op 10 november 1938 drong, ondanks verzet van de christelijke conciërge, een groep SA-mannen met geweld het gebouw binnen om er brand te stichten. Bij de andere synagogen in Frankfurt beperkte de brandweer zich tot het verhinderen van het overslaan van de brand naar belendende gebouwen, maar in het geval van de Westendsynagoge werd de brand door de toegesnelde brandweer daadwerkelijk geblust. Daardoor bleef de synagoge als enige van Frankfurt behouden, alhoewel de schade zo groot was, dat de synagoge niet meer voor de eredienst kon worden gebruikt.

### 1938 - 1945
Na de brand zette de intimidatie zich tegen de joodse gemeente voort. De liberale rabbijn van de synagoge, Georg Salzberger, werd gearresteerd en naar het concentratiekamp Dachau gestuurd. Na zijn vrijlating in april 1939 lukte het hem om naar Engeland te ontkomen, waar hij de rabbijn van de Duitstalige joodse gemeente van Londen werd. In het zogenaamde Jodenverdrag van 3 april 1939 werd de joodse gemeente van Frankfurt gedwongen om hun gezamenlijke vastgoed ver onder de werkelijke waarde te verkopen aan de stad Frankfurt. Van de verkoopopbrengst werden de sloop- en ruimingskosten van de verwoeste synagogen in mindering gebracht. De voor het gezicht amper beschadigde synagoge van Westend bleef buiten de gedwongen verkoop. Tijdens de Tweede Wereldoorlog werd het gebouw gebruikt om er meubels van door bombardementen getroffen burgers en rekwisieten en decors van de opera op te slaan. Het gebouw werd in maart 1944 door bommen getroffen, die aanzienlijke schade aanrichtten.
De Israëlitische gemeente en de in 1852 afgesplitste orthodoxe gemeente werden in 1939 door de nationaalsocialisten gedwongen samengevoegd tot één joodse gemeente. Tussen oktober 1941 en september 1942 werden meer dan 10.000 in Frankfurt gebleven Joden middels 10 transporten afgevoerd met als hoofdbestemmingen Theresienstadt en Majdanek. Na het laatste transport bleven minder dan 300 joden in de stad achter. Veelal waren dit joden die een gemengd huwelijk hadden of werknemers van de Reichsvereinigung der Juden in Deutschland en dwangarbeid moesten verrichten.
Meer dan 11.000 gedeporteerden stierven in de vernietigingskampen, ongeveer 400 waren nog in leven toen de kampen werden bevrijd. In Frankfurt zelf woonden aan het einde van de oorlog nog ongeveer 160 joden.

### De nieuwe joodse gemeente
Onmiddellijk na de oorlog stichtte het door de Amerikanen benoemde stadsbestuur een organisatie, die zich om de overlevenden moest ontfermen. Tot de zomer van 1945 keerden ongeveer 400 overlevenden terug. Op 12 september 1945 vond er weer een eerste dienst plaats in de zwaar beschadigde synagoge van Westend. De dienst werd geleid door de rabbijn Leopold Neuhaus, die tot 1942 de laatste rabbijn van Frankfurt was geweest en in de oorlog Theresienstadt had overleefd. Veel leden van de nieuwe joodse gemeente, waaronder ook rabbijn Neuhaus, emigreerden later naar Amerika of Palestina. De kern van de nieuwe gemeente werd gevormd door een deel van de circa 5.000 displaced persons uit Oost-Europa, voormalige concentratiekampbewoners of dwangarbeiders, die niet naar hun vaderland terug wilden of konden keren en later ook niet emigreerden, maar in Frankfurt bleven. In 1949 was de joodse gemeente al meer dan 2.000 leden gegroeid.
Op 6 september 1950 vond de inwijding van de gerenoveerde synagoge plaats. Ter gelegenheid van de inwijding was een koor uit Parijs gearriveerd en de voormalige rabbijn Georg Salzberger, die intussen in Londen leefde, hield een toespraak voor de vele niet uit Frankfurt stammende joden, waarin hij het vooroorlogse leven van de joden in Frankfurt schetste. De wijdingsrede werd gepresenteerd door de rabbijn Wilhelm Weinberg, die als opvolger van Neuhaus naar Frankfurt was gekomen.
Architecten van de renovatie waren Max Kemper en Werner Hebebrand. De bouw stond onder leiding van Hans Leistikow, die ook de vensters ontwierp. De voormalige luister van de synagoge was verdwenen en vervangen door de nuchterheid van de vijftiger jaren, veel restauratiewerk bleef provisorisch, vooral wegens het ontbreken van financiële middelen in de zwaar verwoeste stad.
Van 1988 tot 1994 volgde naar de plannen van Henryk Isenberg een grondige restauratie. Bij de werkzaamheden kwamen veel originele bouwdelen tevoorschijn en men besloot tot een historisch nauwkeuriger reconstructie van de synagoge. Op 29 augustus 1994 werd de renovatie, die in totaal DM 8,5 miljoen kostte, plechtig afgesloten.

## Afbeeldingen

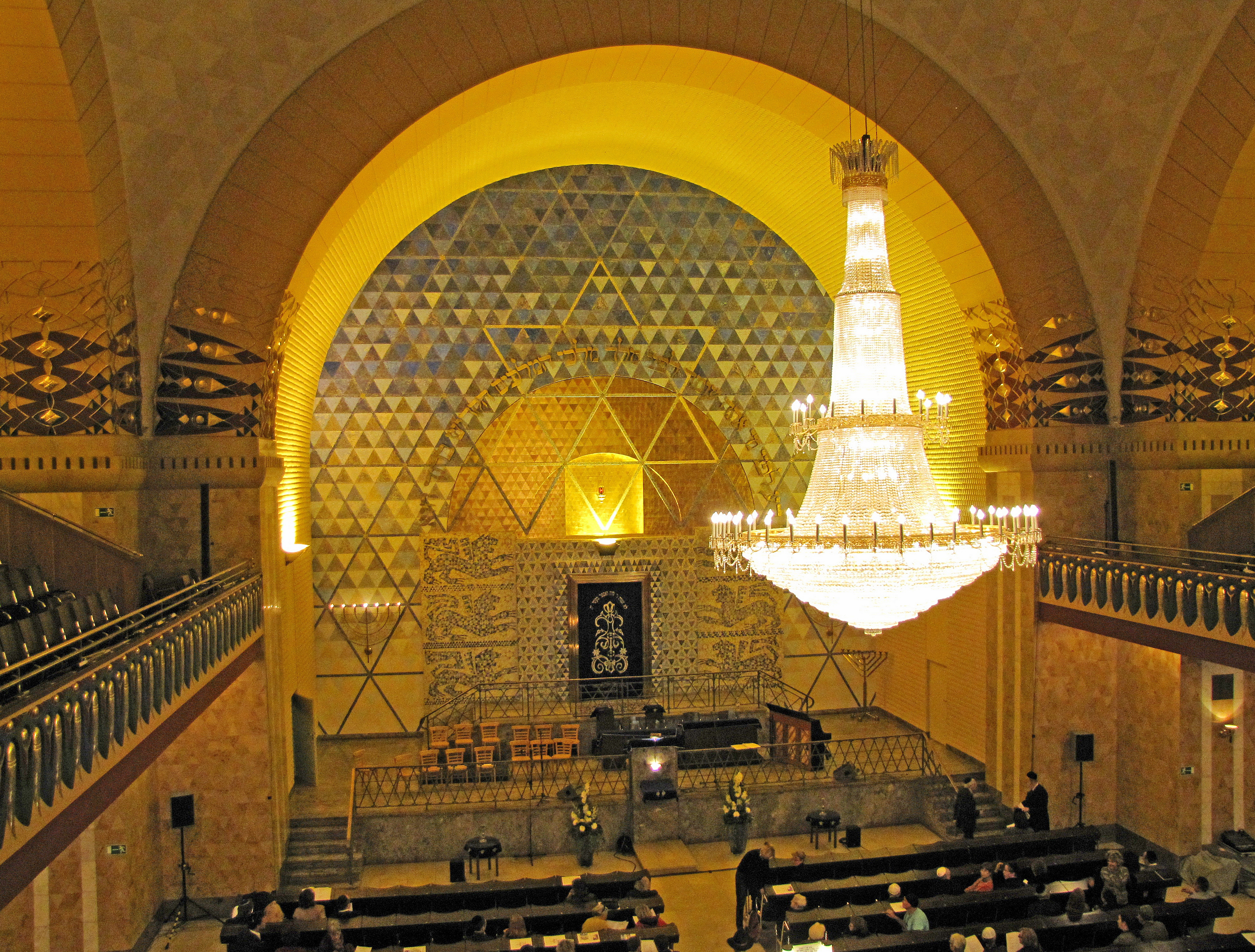
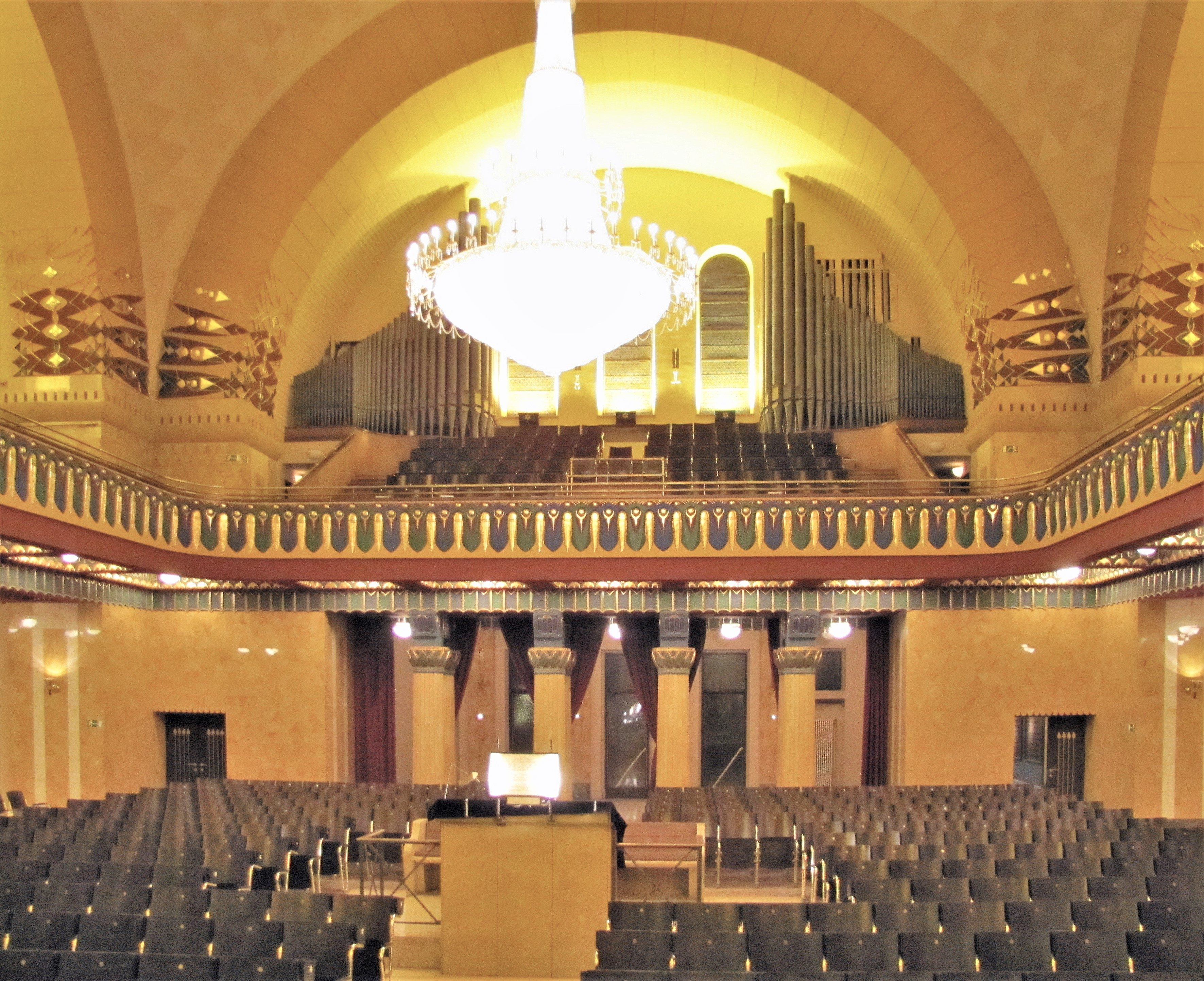
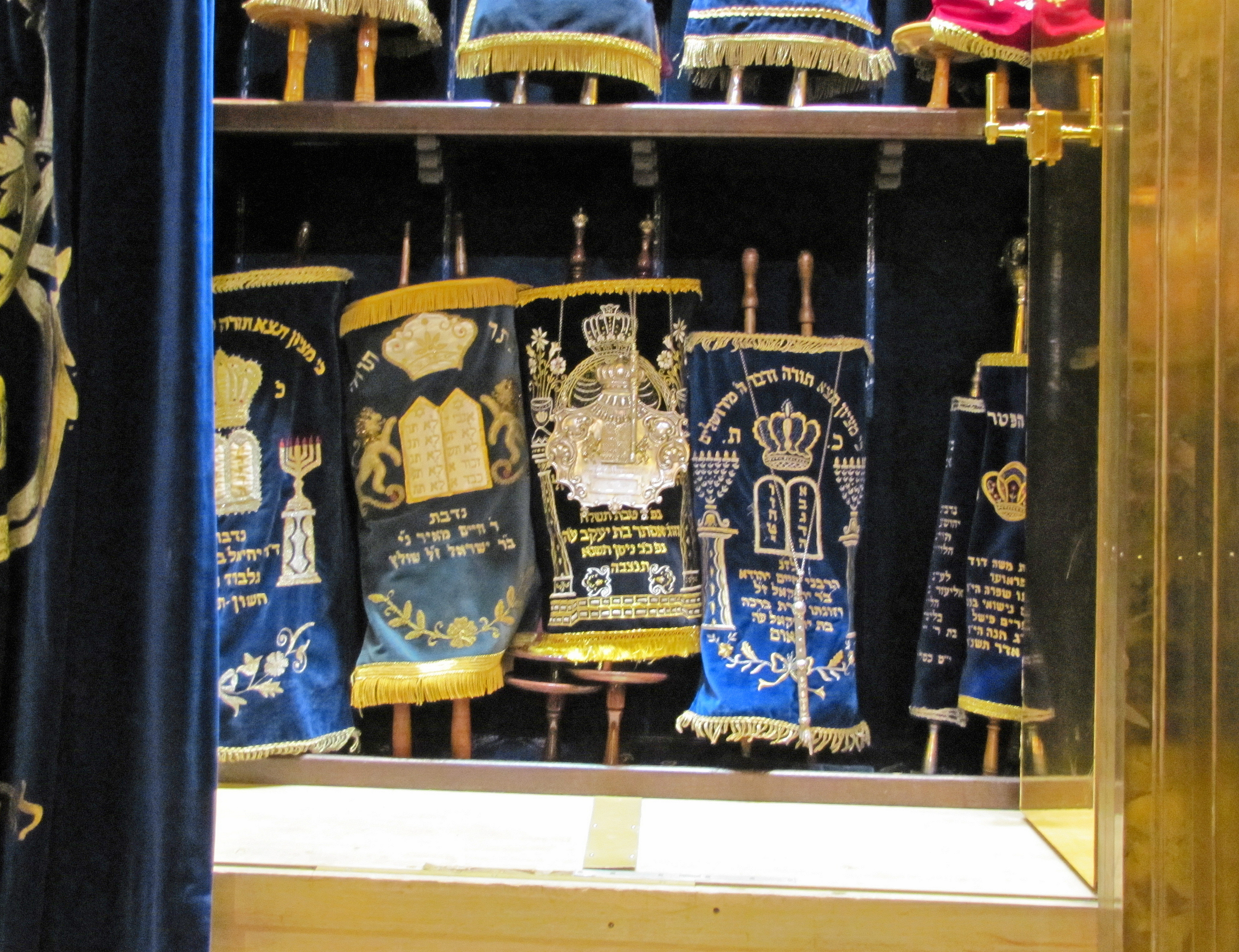
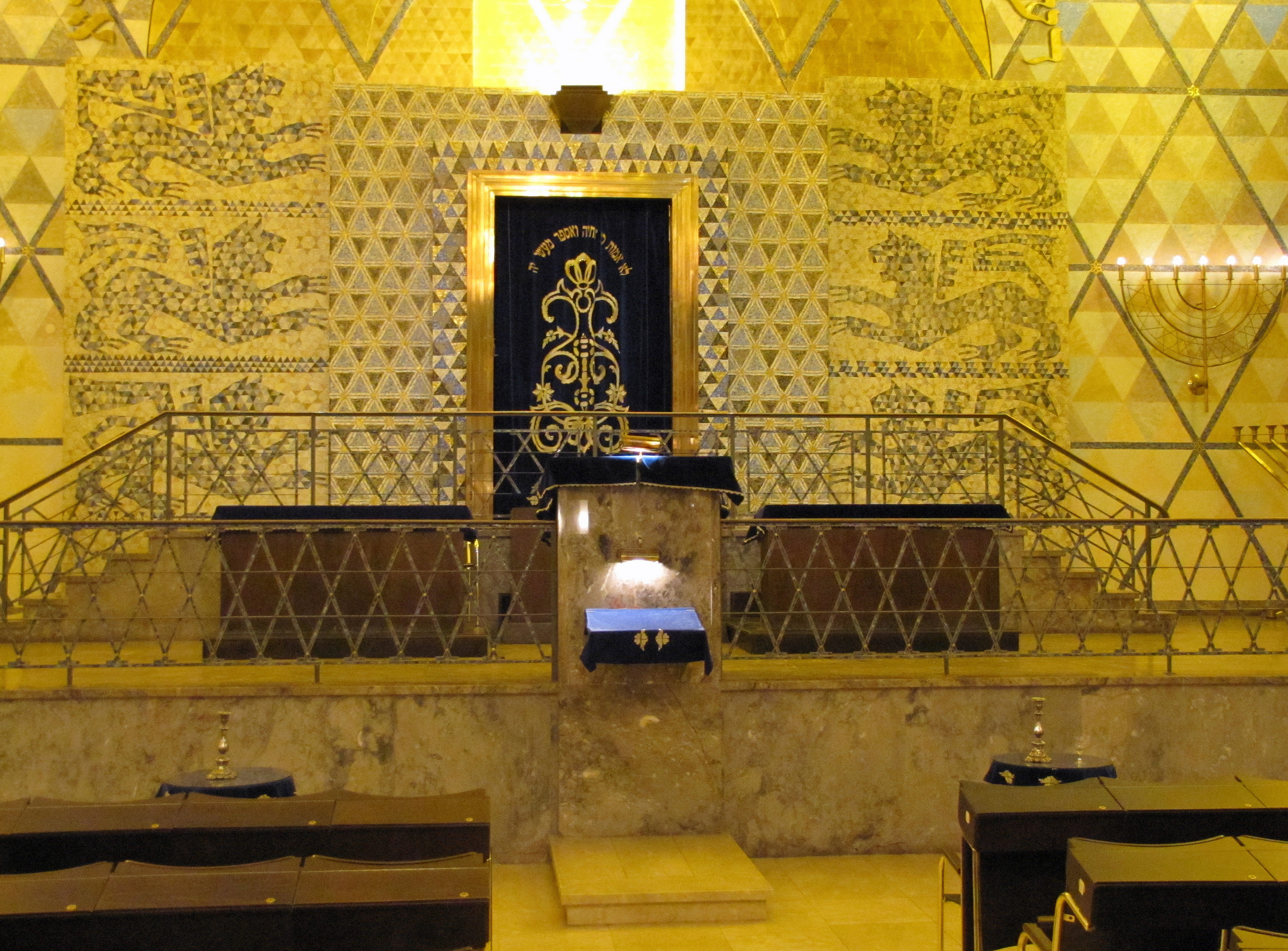